# Петраш Федорович Юрцевич
Петраш Федорович Юрцевич (Петрашко Федорович Юр'євич, 2 пол. XV ст.) — полоцький боярин.
Онук першопредка роду Юрцевичів (Юр'євичів) — протопопа (настоятеля) полоцького Софійського собору, владичного намісника Юрія («ст.-укр. намєстникъ владычень Юрьи»). Привілеєм великого князя Олександра Ягеллона від 28 травня 1500 року підтверджено право його доньки Огренки та зятя, дяка господарського писаря Івашка Сопежича Васька Ісаковича, на отримані в спадщину маєтки на той час вже покійного Петрашка Юрцевича у Полоцькій землі, зокрема «ст.-укр. дєдину и отчину, сєло на имя Гарсплє».
У колекції Музею Шереметьєвих зберігається матриця печатки з легендою «ст.-укр. пєчать Пєтраша Юрьєвичѧ» та гербом. Директор музею, історик та художник-реставратор Микола Бендюк, вважає, що на відомій батальній картині «Битва під Оршею» її автор — з причини подібності на герб Острозьких — помилково зобразив цей геральдичний символ на головній із трьох хоругов Острозького, безпосередньо коло портрету князя.

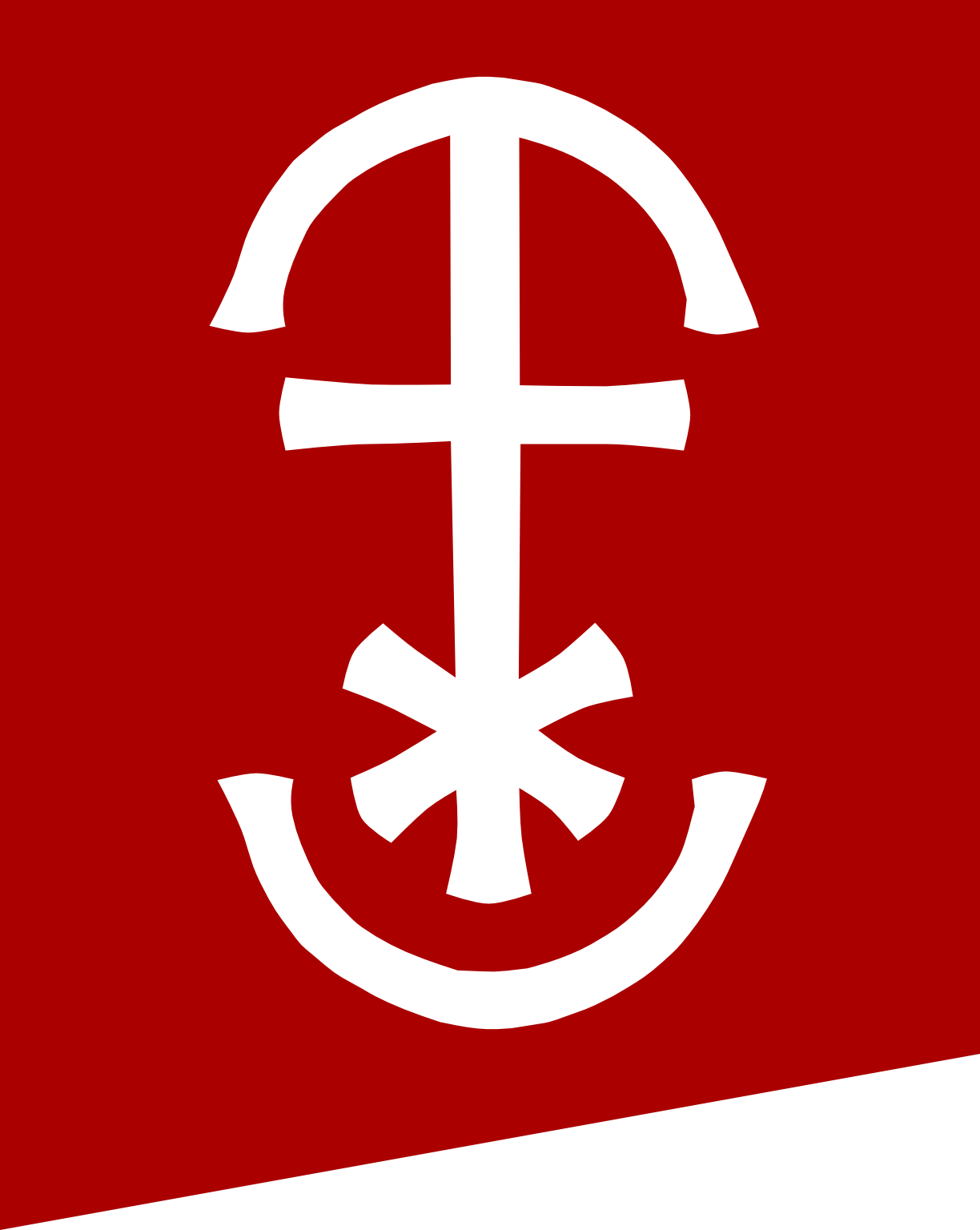
Хоругва Костянтина Острозького з очевидно помилковим зображенням перевернутого герба Юрцевичів
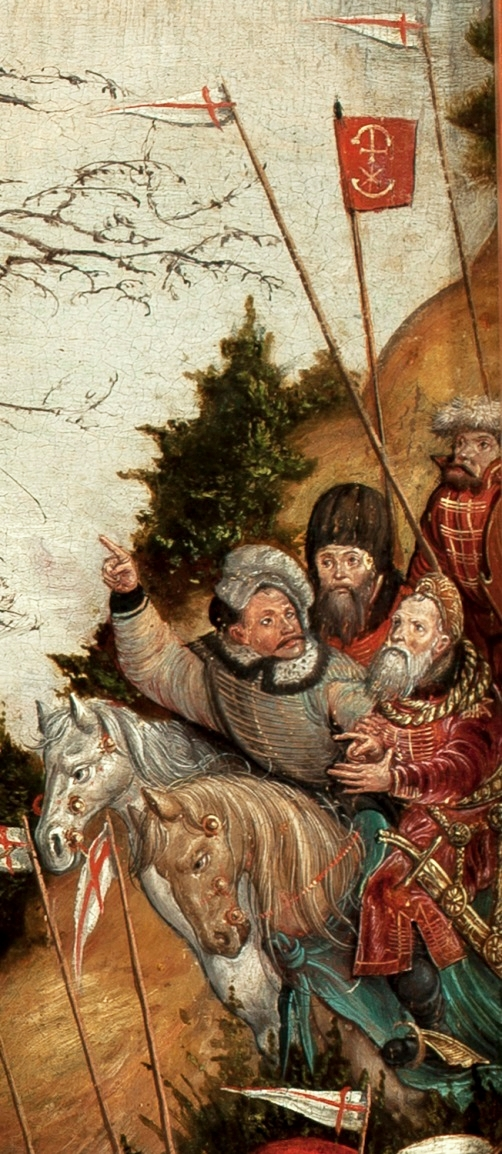
Князь Острозький. Деталь картини «Битва під Оршею»